# ثيوداد رودريجو
ثيوداد رودريجو (بالإسبانية: Ciudad Rodrigo)‏ بلدية ومدينة إسبانية، تبعد عن مقاطعة سلامنكا مسافة 89 كيلو متر، التابعة لمنطقة الحكم الذاتي قشتالة وليون. وتندرج في إقليم منطقة سفح جبل سييرا دي فرنسا، وتتبع الدائرة القضائية لبلدية ثيوداد رودريجو. تتميز البلدية باعتبارها أهم مركز تجمع سكاني في الجنوب الغربي السلامنكي، وتُعتبر عاصمة أو مركز خدمة كوماركا ثيوداد رودريجو، الدائرة القضائية لثيوداد رودريجو وأبرشية ثيوداد رودريجو، والذين يعدون بمثابة كيانات مرتبطة ارتباطًا وثيقًا، على الرغم من طبيعتهم المختلفة قليلًا داخل النتطقة السهلية الفسيحة كامبو شارو. وتغطي البلدية مساحة 240,11 كيلو متر مربع، وتقع 658 مترًا فوق مستوى سطح البحر.

## توأمة
لثيوداد رودريجو اتفاقيات توأمة مع كل من:
- فيسيو
- أفيرو

## معرض صور

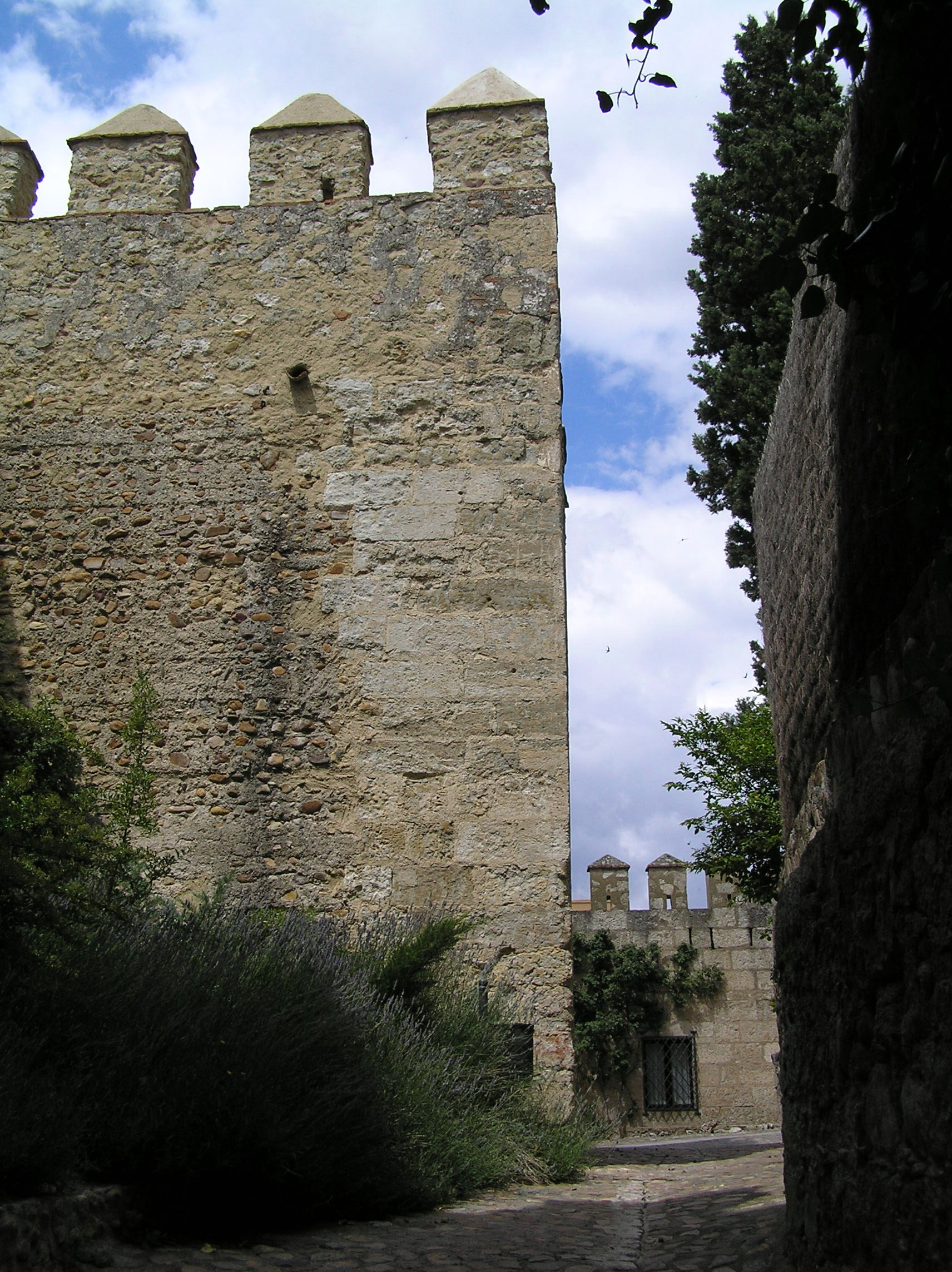
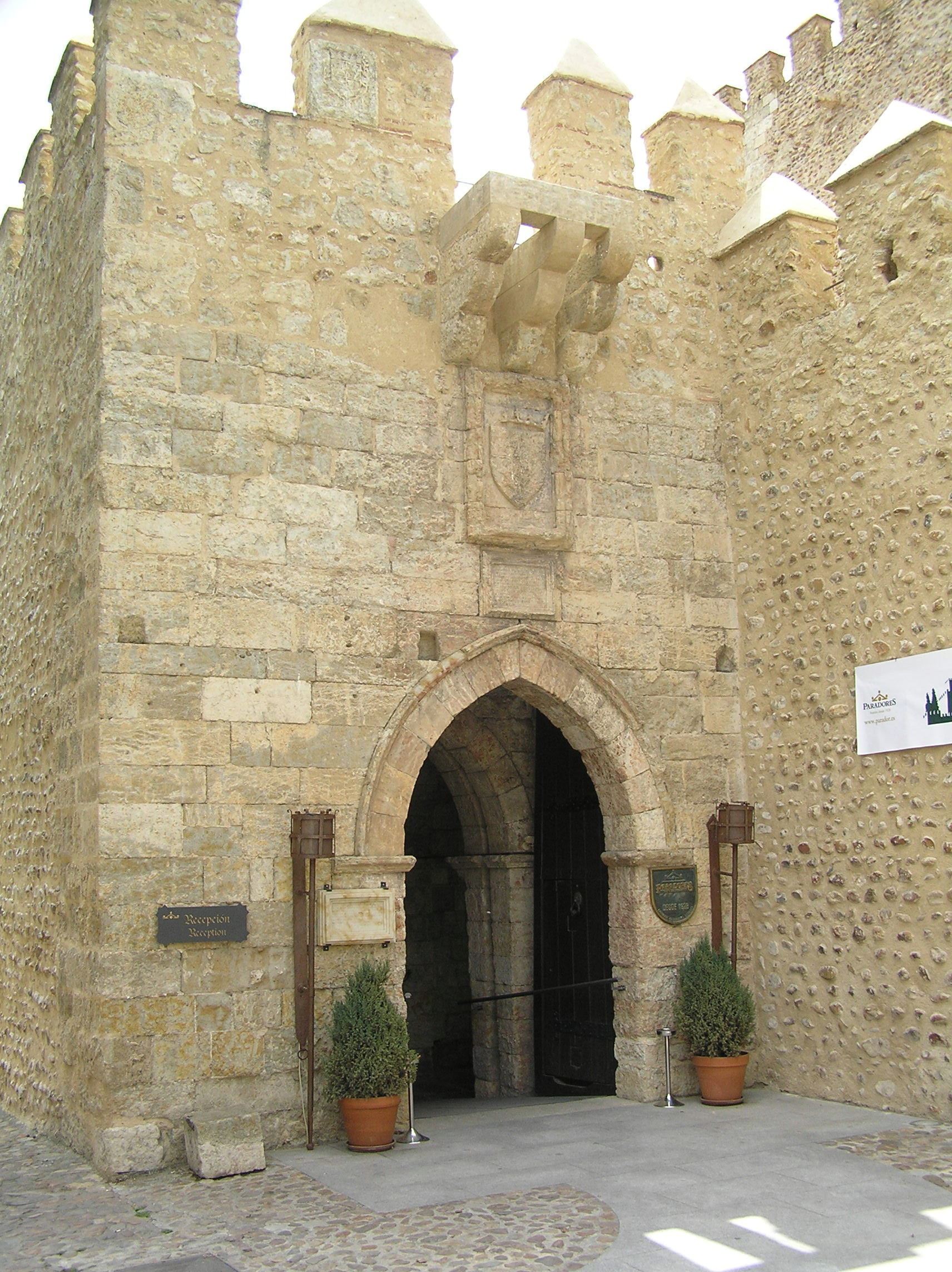
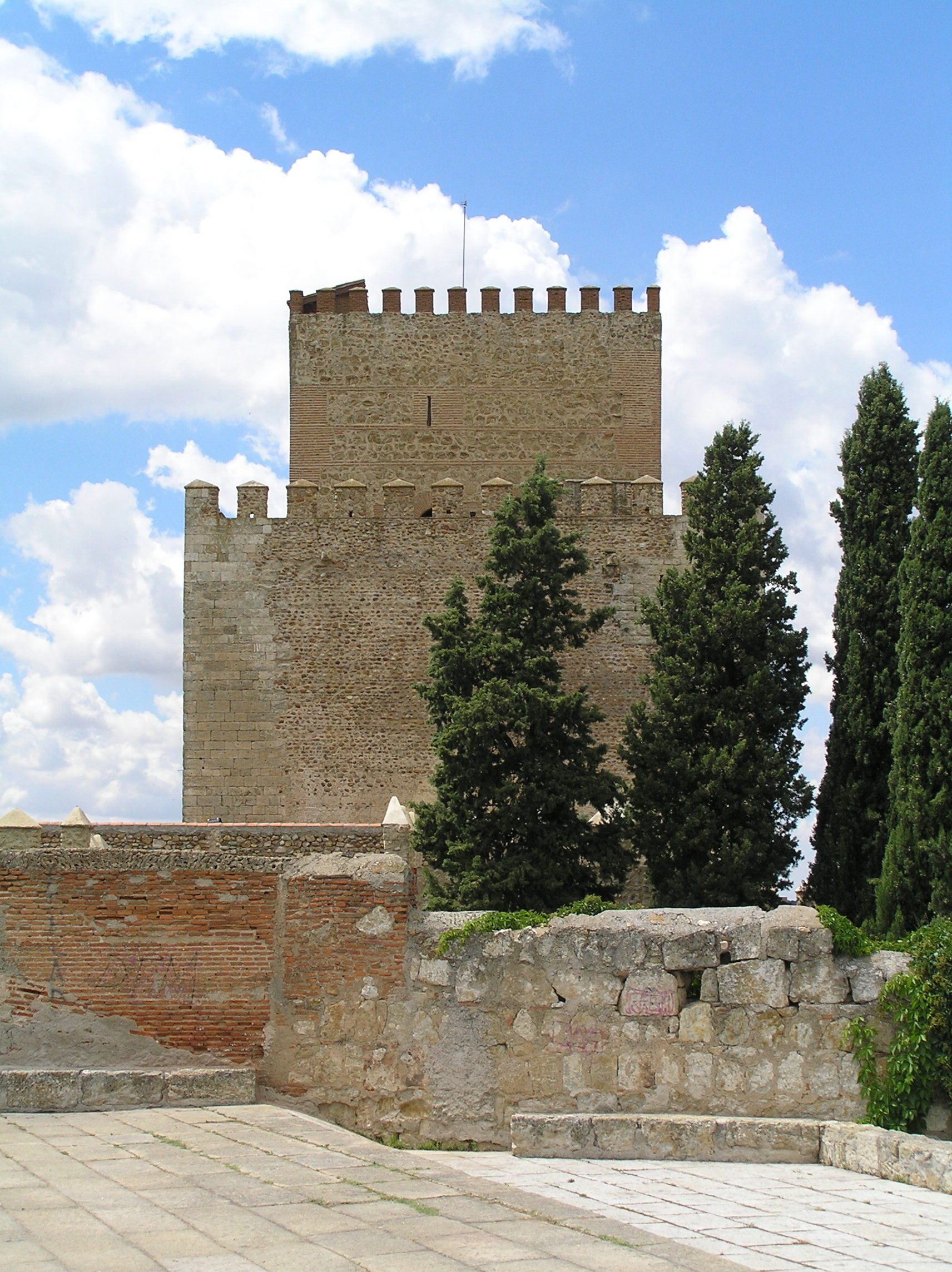
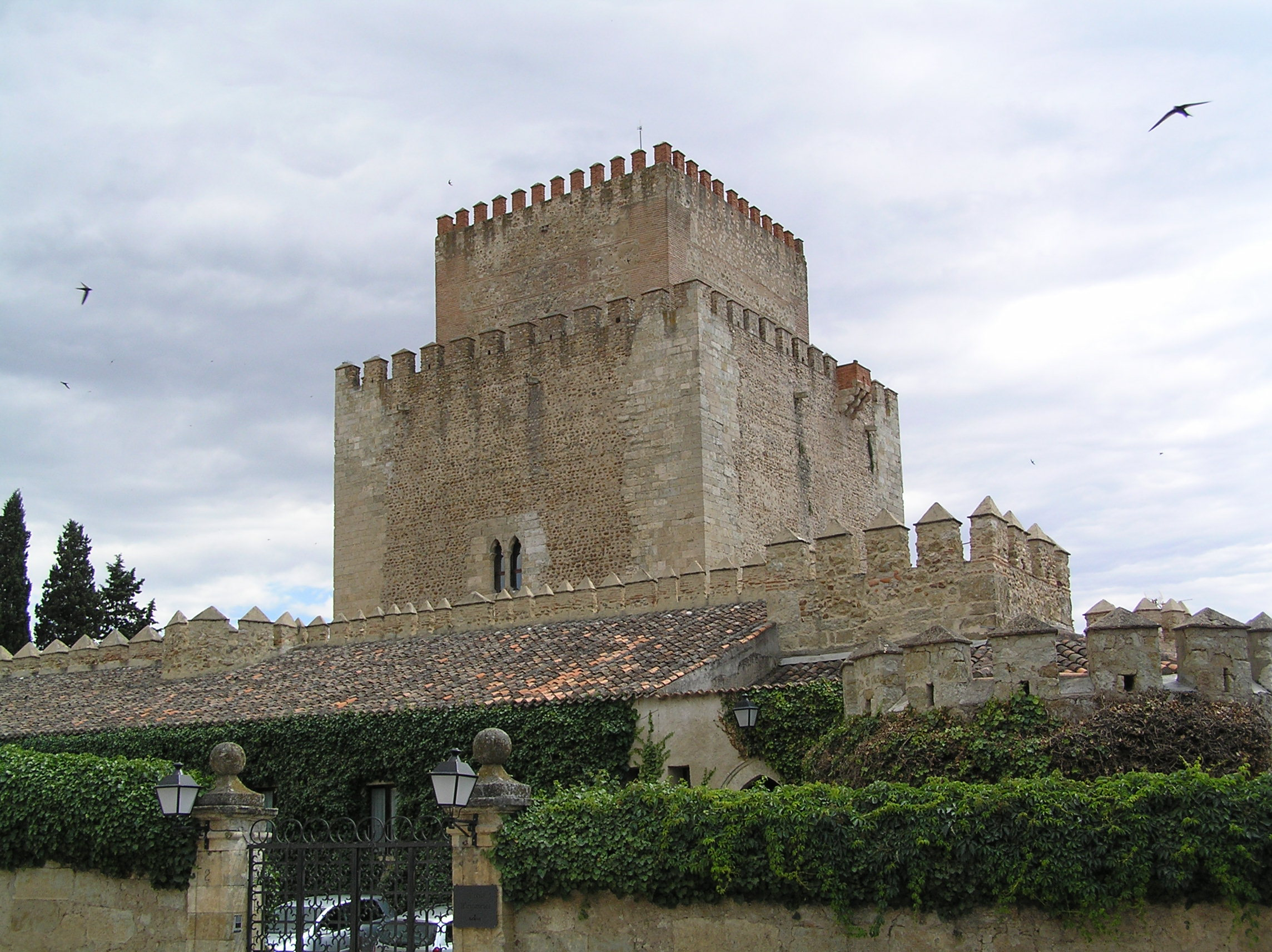

## أعلام
- فيسنتي راموس سيسيليو
- أنخيل غونزاليس
- خوسيه ماريا هرنانديز